# Assemblée balte
Ne doit pas être confondu avec Conseil des États de la mer Baltique.

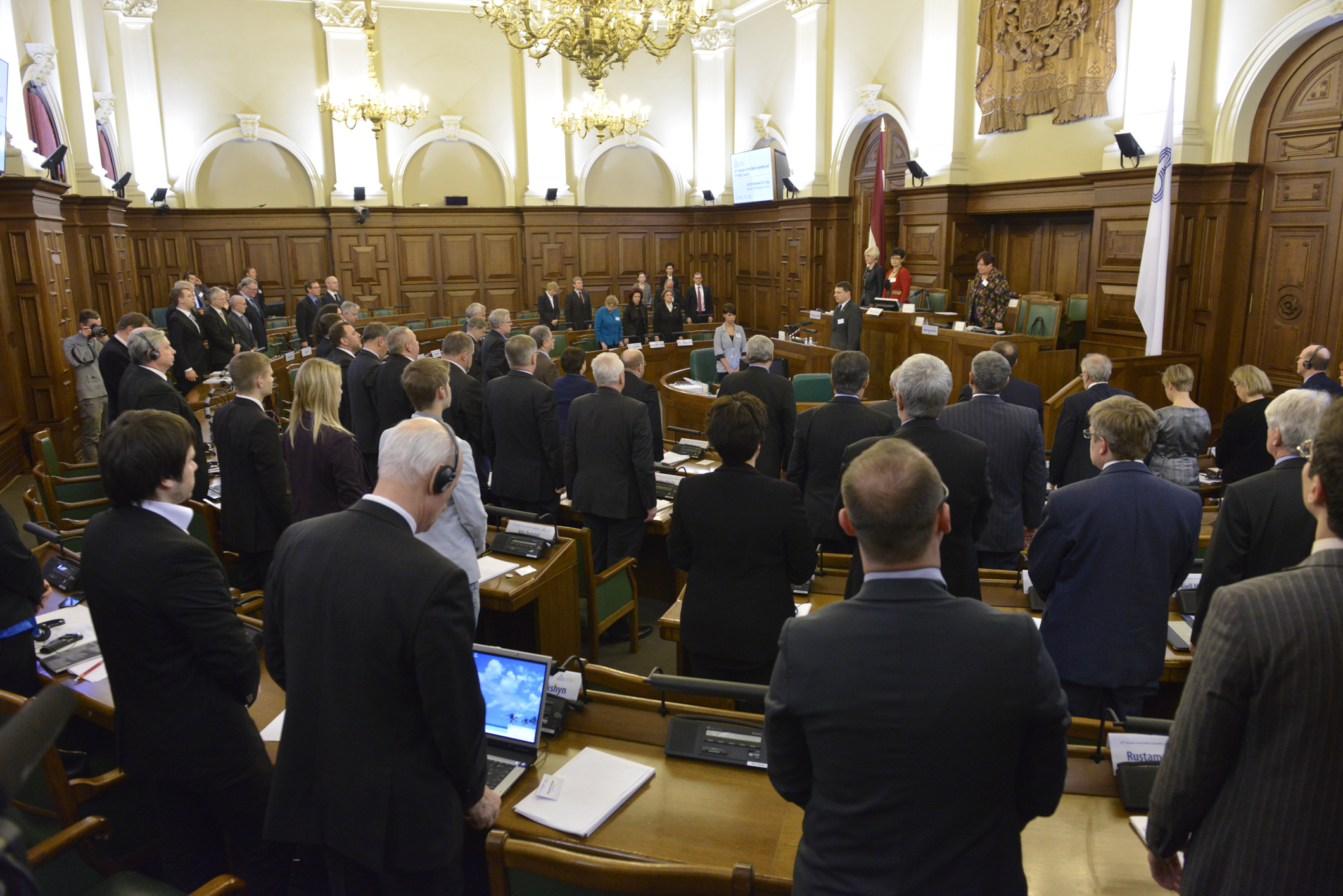
de l’Assemblée balte à Riga

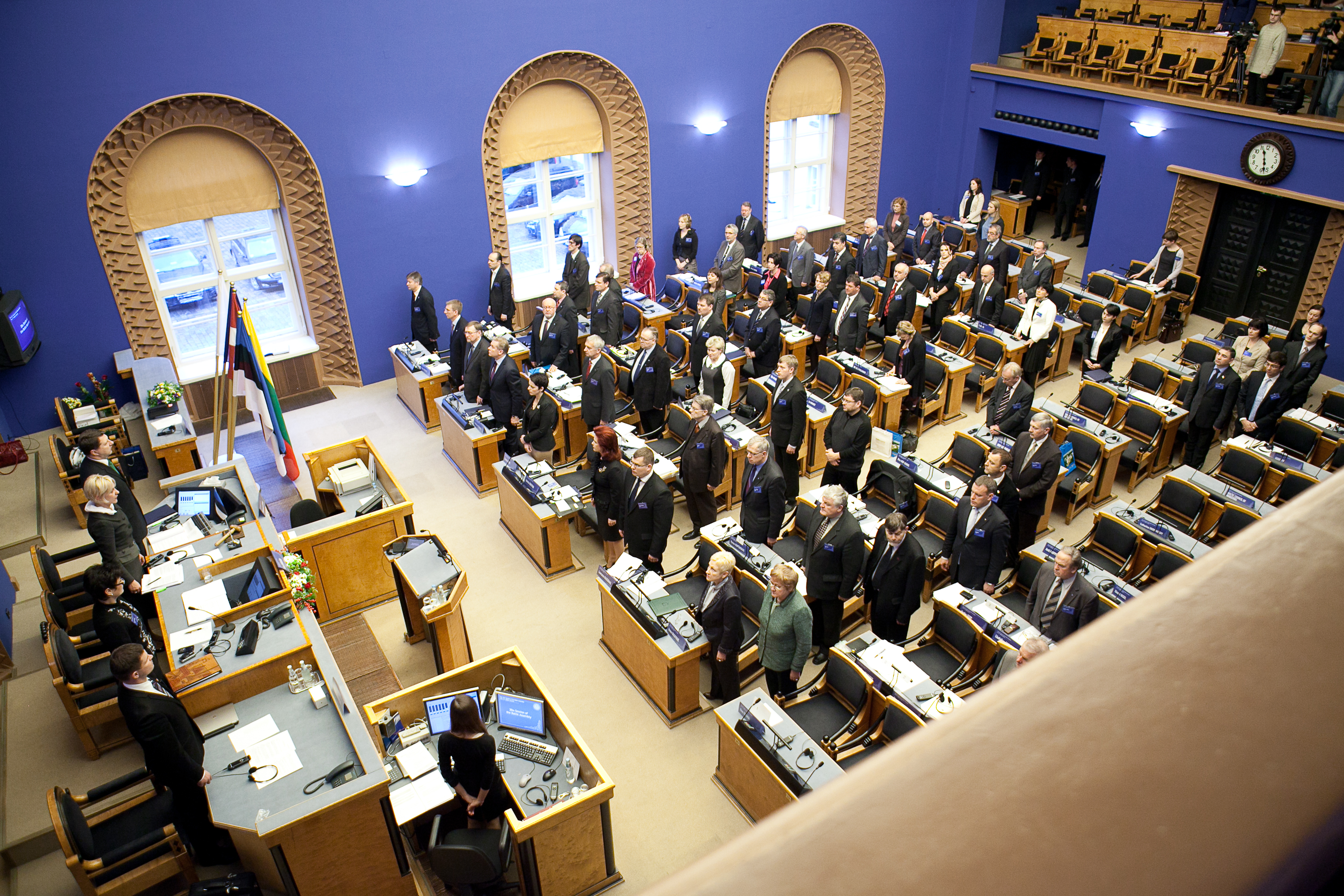
de l’Assemblée balte à Tallinn en 2011

L’Assemblée balte est une organisation internationale créée le 1er décembre 1990 et visant à favoriser la coopération entre les pays baltes (l’Estonie, la Lettonie et la Lituanie). Lors de chaque session, les trois pays, membres de l’Union européenne depuis le 1er mai 2004, se réunissent pour trouver un accord commun sur des sujets divers et variés, notamment en ce qui concerne l’économie, la culture et la politique. Cependant, le rôle de l’Assemblée balte est uniquement consultatif et non décisionnel.
Les trois États membres de cette assemblée contribuent au budget de l’Assemblée balte ; les langues officielles de l’Assemblée balte sont l’estonien, le letton et le lituanien et elle se tient à tour de rôle dans l’un des trois parlements.

## Histoire

### Contexte
Les pays baltes — l’Estonie, la Lettonie et la Lituanie — étaient devenus indépendants en 1918, après la chute de l’Empire russe. Au début de la seconde Guerre mondiale, dans le cadre du pacte germano-soviétique, ils ont été annexés par l’Union soviétique en 1940, puis occupés par l'Allemagne nazie en 1941. Libérés par l'Armée Rouge soviétique à la fin de la guerre, les trois pays Baltes ont été intégrés à l'URSS pendant presque 50 ans.
Grâce à Mikhaïl Gorbatchev, dernier dirigeant de l’URSS, au glasnost et à la perestroïka, les états baltes retrouvent leur indépendance entre 1990 et 1991, ce qui a conduit au retrait des républiques Baltes de l’Union soviétique. L’Union soviétique a elle-même reconnu l’indépendance des états baltes le 6 septembre 1991, avant sa dislocation, le 26 décembre 1991.

### Création
L’Assemblée balte a été créée le 1er décembre 1990. Elle fonctionne en vertu du règlement approuvé le 8 novembre 1991 à Tallinn,.

## Groupes politiques
L’assemblée compte 60 membres, 20 par pays. La composition politique de l’Assemblée balte doit concorder avec celle des différents parlements nationaux des pays membres. Les membres peuvent alors former des groupes politiques qui doivent compter au moins 5 membres provenant d’au moins 2 États membres.
En 2006, l’assemblée était divisé en 3 groupes politiques : les conservateurs, les centristes et les sociaux-démocrates.